# Barford St. Martin
Barford St. Martin är en ort och civil parish i Storbritannien.   Den ligger i grevskapet Wiltshire och riksdelen England, i den södra delen av landet, 130 km väster om huvudstaden London. Antalet invånare är 548.